# Acanthurus chirurgus
Espèce
Statut de conservation UICN

 LC  : Préoccupation mineure
Le Chirurgien rayé (Acanthurus chirurgus) (Bloch, 1787) est un poisson de la famille des poissons chirurgiens.

## Repartition et milieu de vie
Il vit  principalement en Floride, et dans les Bahamas. On le retrouve également dans les Caraïbes, le golfe du Mexique, tout le long de la côte est américaine jusqu'au Brésil et en Afrique tropicale sur la côte ouest.
Il apprécie vivre dans les récifs, à une profondeur entre 15 et 80 pieds. Il nage en petit groupe avec des poissons de son espèce ou autres.

## Alimentation
Il se nourrit surtout d'algues.

## Description

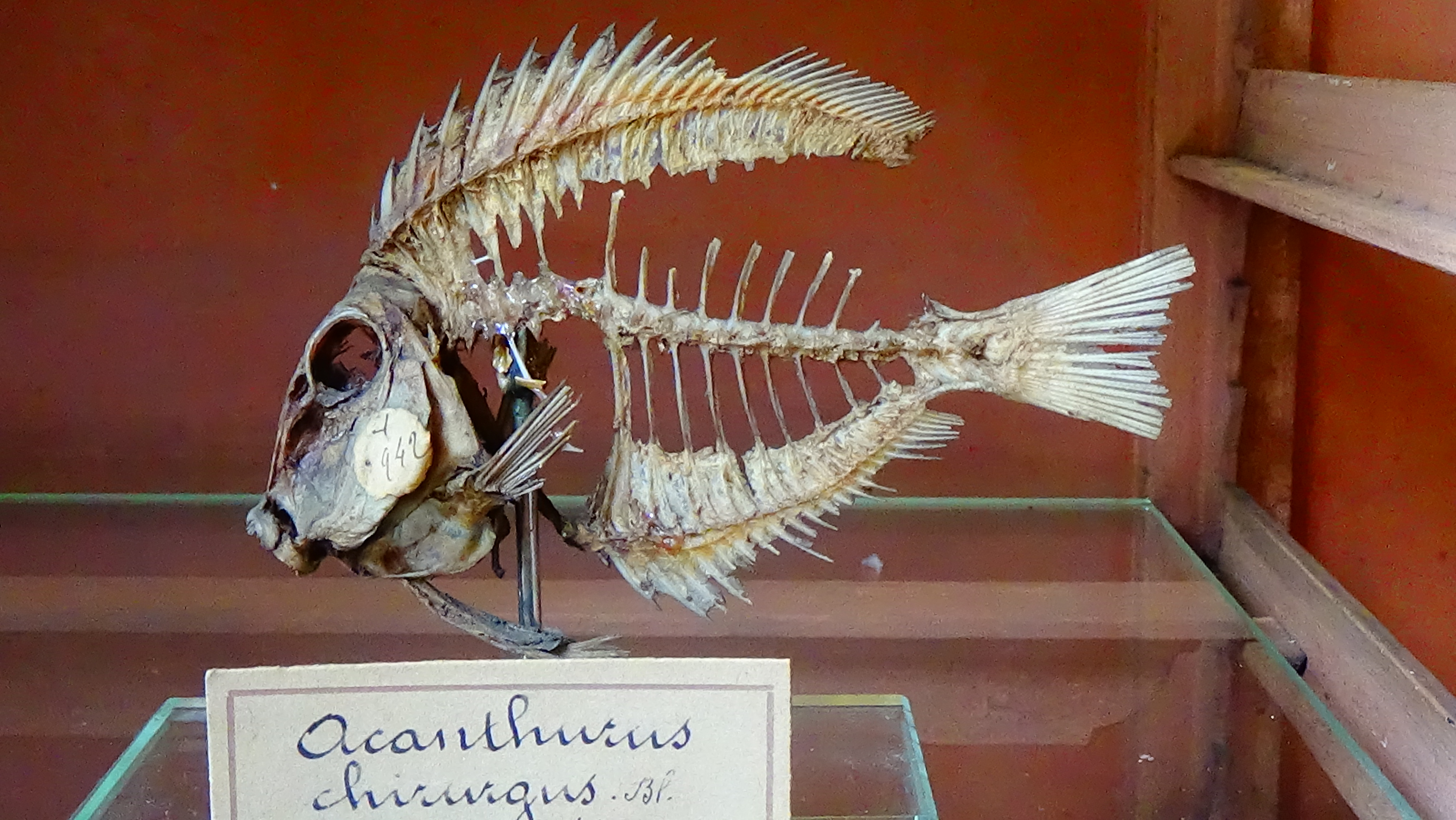
Acanthurus chirurgus - squelette mnhn Paris

Son corps varie selon l'individu du verdâtre au gris bleuâtre. Ses nageoires caudale, ventrale et dorsale sont bleues. La nageoire caudale peut également avoir une tache claire à la base. Une dizaine de rayures foncées lui zébrent verticalement les flancs. Ce poisson peut être facilement approché.

## Divers
Certains rares Acanthurus chirurgus peuvent naître avec une variation génétique de couleur. Sa couleur dominante est alors noire.